# Мечеть Фазл
Мечеть «Фазл», также известная как Лондонская мечеть, находится в Соултфилде, в районе Уондсуэрт, Лондон, Великобритания. Она была торжественно открыта 23 октября 1926 года. Это первая мечеть в Лондоне. Покупка земли и строительство мечети обошлась ахмадийскому сообществу в 6 223 фунтов стерлингов. Мечеть была построена на пожертвования ахмадийских женщин Кадиана, Индия. С 1984 года, мечеть «Фазл» и окружающие её здания являются резиденцией и международной штаб-квартирой халифов Ахмадийской мусульманской общины.

### История
Проект мечети был разработан Томасом Моусоном (англ.). Архитектурный план Моусона, находится в архивах архивной службы Камбрии (англ.).

### Строительство
Строительство мечети началось в сентябре 1925 года, и было завершено спустя 10 месяцев. Мечеть вмещает в себя 150 прихожан, и названа в честь второго Халифа Ахмадийской мусульманской общины («Фазл» в переводе с арабского языка означает благодать). Её первым имамом был Мауляна Абдурахим Дард. Начиная с 1926 года, в мечети «Фазл», было одиннадцать имамов. Нынешним имамом с 1983 года является Мауляна Aтауль Mуджиб Рашид.
Мечеть «Фазл» была торжественно открыта экс-министром законодательного совета Пенджаба Хан Бахадур Шейх Aбдул Кадиром, в октябре 1926 года. На церемонии открытия присутствовало 600 почетных гостей, которые представляли множество стран, а также местные депутаты и другие высокопоставленные лица. Это мероприятие было хорошо освещено в прессе.
Первый камень в фундамент мечети был заложен в 1924 году, Мирзой Башируддином Махмудом Ахмадом, который приехал в Лондон в качестве представителя ислама на конференции мировых религий, которая проходила в зале Имперского института (англ.) в Южном Кенсингтоне. На церемонии закладки фундамента мечети присутствовало 200 гостей.

### Влияние
Кроме мусульман–ахмади, Лондонская мечеть «Фазл» посещается депутатами, мэрами, советниками, учеными и студентами. Лондонская мечеть «Фазл» посещалась целым рядом почетных гостей из числа известных людей. Основатель Пакистана Мухаммад Али Джинна, посещал эту мечеть несколько раз. Он произнес знаменитую речь на церемонии её открытия. Следует отметить, что в его возвращении на Родину, в качестве лидера мусульман Индии, большую роль сыграл второй Халиф Ахмадийской Мусульманской Общины Мирза Башируддин Махмуд Ахмад. В 1935 году мечеть посетил наследный принц Саудовской Аравии Фейсал Бин Aбдуль Азиз. До него её посещал его предшественник, король Сауд.
Сэр Чохдри Мухаммад Зафрулла Хан - первый министр иностранных дел Пакистана, председатель Международного суда и председатель Генеральной ассамблеи ООН - жил в помещении при мечети «Фазл» в течение многих лет. В июле 2011 года, принц Эдвард, граф Уэссекса Соединенного Королевства также посетил мечеть в качестве покровителя Лондонского садового общества, он воспользовался этой возможностью, чтобы осмотреть сады мечети «Фазл», которые завоевали многочисленные награды за прошедшие несколько лет. Граф также посетил небольшую выставку об истории мечети.
Второй Халиф ахмадийской мусульманской общины в 1955 году, постоянно находился в мечети «Фазл», во время своего пребывания в Европе с целью дальнейшего лечения после покушения на его жизнь в Рабве, Пакистан. В Лондоне, он также провел конференцию для всех миссионеров, дислоцированных в Европе. Третий Халиф Ахмадийской Мусульманской Общины также неоднократно посещал эту мечеть.

### Расширение
Поскольку спектр и частота занятий в мечети постепенно увеличивались, необходимо было расширяться. С этой целью на прилегающей территории мечети «Фазл» был построен многоцелевой зал «Махмуд», а также зал «Нусрат». Эти помещения были построены для проведения занятий воскресной школы, для проведения различных мероприятий, собраний, и конференций ответов и вопросов. Лондонская мечеть «Фазл» является объектом активной деятельности в продвижении религиозного сознания и образования.
С 1994 года, на территории мечети «Фазл», расположилась первая в мире глобальная мусульманская телевизионная станция, международное мусульманское телевидение Ахмадийя. МТА вещает 24 часа в сутки и обслуживается исключительно добровольцами.
В связи с расширением Ахмадийской Мусульманской Общины, территории Лондонской мечети «Фазл» стало недостаточно. С этой целью были приобретены дополнительные площади помещений в Суррее и Мордене, где была построена крупнейшая мечеть в Центральной Европе, под названием «Байтул Футу». Тем не менее, историческое значение и роль Лондонской мечети продолжает играть особенную и уникальную роль для Всемирной Ахмадийской Мусульманской Общины, а также мусульман - ахмади Великобритании.
Мечеть «Фазл», с апреля 1984 года, является резиденцией Халифа Ахмадийской Мусульманской Общины. Мечеть «Фазл» была главным местом проведения пятничной проповеди и выступлений Халифа, до завершения мечети «Байтул Футу» в 2003 году.